# Simon Brett
Simon Brett (* 28. října 1945, Worcester Park, Surrey) je anglický spisovatel známý svými detektivními romány, v České republice si však větší oblibu získala jeho „prevítovská série“ o výchově dětí.

## Život
Po studiích na Dulwich College a na Wadham College v Oxfordu pracoval pro BBC Radio a London Weekend Television. Od konce 70. let se plně věnuje spisovatelské činnosti. Je ženatý a má tři děti. V roce 2000 se stal předsedou Klubu detektivů.

## Dílo
Brett vytvořil čtyři série klasických detektivních příběhů vyznačujících se výstředními charaktery postav, náhlými zvraty a všudypřítomným humorem.
V nejstarší z nich představuje detektiva amatéra stárnoucí herec Charles Paris, řešící kromě detektivních zápletek své problémy s angažmá, pitím a vztahem ke své ženě, se kterou nežije. Série se skládá z 18 románů, z nichž poslední, A Decent Interval, byl vydán v roce 2013 po 15leté přestávce. Část příběhů byla dramatizována pro rozhlas.
Ve druhé sérii vystupuje paní Pargeterová, jíž pomáhají v řešení případů přátelé jejího zemřelého manžela.
Třetí série, jejíž první kniha The Body on the Beach vyšla roku 2000, se odehrává ve fiktivní vesnici Fethering, nacházející se na jižním pobřeží Anglie.
Čtvrtá, nejnovější série byla zahájena v roce 2009 dílem Blotto, Twinks and the Ex-King's Daughter. Odehrává se na začátku 20. století a detektivní zápletky v nich řeší dvojice aristokratických sourozenců Blotto a Twinks.
Za celoživotní přínos detektivnímu žánru obdržel Brett v roce 2014 ocenění Diamond Dagger.

### Dílo přeložené do češtiny

#### Charles Paris
- 3× v roli detektiva Charles Paris – 1985 a 1989, obsahuje příběhy:
  - Mrtvá strana mikrofonu (The Dead Side of the Mike, 1980)
  - Situační tragédie (Situation Tragedy, 1981)
  - Vražda bez nápovědy (Murder Unprompted, 1982)

- 3× v dalších rolích Charles Paris – 1994, obsahuje příběhy:
  - Hvězdné propadlo (Star Trap, 1977)
  - Vražda v názvu (Murder in the Title, 1983)
  - Nezemřel, jen odpočívá (Not Dead, Only Resting, 1984)

- Zmizení milionáře Steena (Cast, In Order of Disappearance, 1975) – 1998
- Smrt ve studiu (Dead Giveaway, 1985) – 2000

#### Paní Pargeterová
- Mrtvá v bahně (Mrs Pargeter's Pound of Flesh, 1992) – 1998

#### „Prevítovská série“
- Prevítem snadno a rychle (How to be a Little Sod)
- Prevítovy první krůčky (Little Sod's Next Step)
- Jak na prevíta. Rady pro maminky (Baby Tips for Mums)
- Kdo to tady chodí!
- Další prevít? Jen to ne! (Not Another Little Sod!)
- Jak na prevíta. Rady pro tatínky (Baby Tips for Dads)
- Jak na prevíta. Rady pro babičky a dědečky (Baby Tips for Grandparents)

#### Detektivové z Tawcesteru
- Dcera svrženého krále (Blotto, Twinks and the Ex-King's Daughter, 2009, česky 2014)
- Zavražděná vévodkyně (Blotto, Twinks and the Dead Dowager Duchess, 2010, česky 2014)
- Krysy z Riviéry (Blotto, Twinks and the Rodents of the Riviera, 2011, česky 2015)
- Gangsterova milenka (Blotto, Twinks and the Bootlegger's Moll, 2012, česky 2015)
- Hádanka sfingy (Blotto, Twinks and the Riddle of the Sphinx, 2013, česky 2016)